# Chimenti Camicia
Chimenti Camicia va ser un arquitecte italià del Renaixement, nascut a Florència l'any 1431. L'any 1464 ja tenia el seu propi taller. El 1479 va anar a treballar per al rei d'Hongria Maties Corví, per a qui va dissenyar palaus, jardins, fonts, esglésies i fortificacions. També va supervisar la reconstrucció del Castell de Buda.